# Ibrahim Koné
Pour les articles homonymes, voir Ibrahima Koné et Koné.
Ibrahim Koné, né le 5 décembre 1989 à Abidjan, est un footballeur international guinéen évoluant au poste de gardien de but a l'US Boulogne

## Biographie

### En club
Né à Abidjan, Koné commence sa carrière au CF Excellence. Il rejoint ensuite l'AS Denguelé.
Le 1er mars 2009, il quitte l'AS Denguelé et rejoint l'US Boulogne. Le 23 septembre 2009, Koné fait ses débuts avec l'US Boulogne contre le Paris Saint-Germain en Coupe de la Ligue (défaite 0-1). Il y joue l'intégralité de la rencontre.

### En équipe nationale

#### Avec la Côte d'Ivoire
Koné représente la Côte d'Ivoire lors de la Coupe du monde des moins de 17 ans 2005 organisée au Pérou et lors du Tournoi de Toulon 2007. Lors de cette dernière compétition, il est élu meilleur gardien de but du tournoi.
En 2011, il participe avec la Côte d'Ivoire au championnat d'Afrique des nations des moins de 23 ans. Il joue trois matchs lors de cette compétition organisée au Maroc, encaissant quatre buts.

#### Avec la Guinée
D'origine guinéenne, Koné accepte de représenter l'équipe de Guinée le 25 avril 2018.
Il joue son premier match en équipe de Guinée le 9 septembre 2018, contre la République centrafricaine (victoire 1-0). Lors de l'été 2019, il participe à la Coupe d'Afrique des nations organisée en Égypte. Il joue trois matchs lors de ce tournoi, qui voit la Guinée s'incliner en huitièmes de finale face à l'Algérie.
En janvier 2022, il est retenu par le sélectionneur Kaba Diawara afin de participer à la Coupe d'Afrique des nations 2021 organisée au Cameroun.  Le 23 décembre 2023, il est de nouveau retenu dans la liste des vingt-cinq joueurs sélectionnés pour la Coupe d'Afrique des nations 2023. 